# Staden hilser Staten
|  | Denne artikel er oprettet af botten Steenthbot ud fra en ekstern database. Den kan derfor have sproglige fejl eller mangler. Denne skabelon kan fjernes efter kontrol af indholdet. |

Staden hilser Staten er en dansk dokumentarfilm fra 1949.

## Handling
Fejring af grundlovsjubilæet d. 5. juni 1949 i København. Festen kulminerer, da medlemmer af Københavns Kommunalbestyrelse marcherer fra rådhuset, gennem indre by til Christiansborg. På pladsen foran Christiansborg har tusindvis af mennesker taget opstilling for at hylde grundloven. Borgerrepræsentationsformand Sigvald Hellberg og Folketingets formand Julius Bomholt holder tale.